# توسعه اقتصادی کشورهای توسعه‌نیافته
توسعهٔ اقتصادی کشورهای توسعه‌نیافته کتابی از علی‌محمد اقتداری است که در سال ۱۳۳۹ منتشر و برندهٔ جایزه کتاب سال سلطنتی شد.